# Kłosów (województwo dolnośląskie)
Kłosów – wieś w Polsce położona w województwie dolnośląskim, w powiecie strzelińskim, w gminie Wiązów. 

## Podział administracyjny
W latach 1975–1998 miejscowość administracyjnie należała do województwa wrocławskiego.

## Nazwa
Historyczne nazwy: Klosdorf 1338 r. i 1346 r. - Klaasdorf, 1364 r. - Clausdorff, 1390 r. - Closdorf, 1678 r. - Kloßdorff.

## Historia
- 1346 r.: akt założenia wsi.
- 1640 r.: 16 rolników z 23 mieszkańców i 5 wolnych pomocników.
- 1678 r.: 17 rolników, 19 ogrodników.
- 1783 r.: 1 kościół katolicki, 1 szkoła katolicka, 15 rolników i 17 innych profesji, 124 mieszkańców.
- 1819 r.: 1 kościół katolicki, 1 Kretschmer, 1 szkoła podstawowa, 14 folwarków, 8 ogrodników i 8 wolno stojących domów, 1 kuźnia, 20 innych pożarów, razem z 53 gospodarstw domowych, 275 mieszkańców (135 mężczyzn, 140 kobiet, 0 luteran, 275 katolików).
- 1830 r.: 62 domy, 1 bezpłatna szkoła, 310 mieszkańców, bardzo katolickich.
- 1845 r.: 62 domy, 1 bezpłatna szkoła, 329 mieszkańców (wszyscy katolicy), 4 tkacze, 7 rzemieślników, 2 kupców;
- 1871 r.: 62 budynków mieszkalnych, 87 gospodarstw domowych, 385 mieszkańców (244 ur. w miejscowości, 184 mężczyzn, 201 kobiet, 11 protestantów, 374 katolików).
- 1885 r.: powierzchnia 615 ha, z czego 533 ha gruntów ornych, łąk 36 ha, 22 ha lasów;. Podatek dochodowy netto od gruntów uprawnych 26,24 Mark/ha, ze ścinki drzew 11,75 Mark/ha, 2 wolne miejsca z 70 budynków mieszkalnych, 76 gospodarstw domowych i 377 mieszkańców (w tym 156 to mężczyźni, 221 kobiet, 5 protestanckich, 372 katolików).
- 1895 r.: 65 domów, 84 gospodarstw domowych, 358 osób (w tym 160 mężczyzn, 198 kobiet, 25 ewangelików, 333 katolików).
- 1905 r.: 67 domów, 87 gospodarstw domowych, 357 osób (język ojczysty: niemiecki 348, polski 1, inny język, 8); powierzchnia gruntów 616,0 ha, podatek zysk netto 25,28 marek niemieckich/ha.
- 1925 r.: 71 domów, 90 gospodarstw domowych, 356 mieszkańców (157 mężczyzn, 199 kobiet, 30 ewangelików, 326 katolików), powierzchnia gruntów 616,6 ha, podatku zysk netto 25,28 marek niemieckich/ha.
- 1935 r.: 406 mieszkańców.
- 1939 r.: 89 gospodarstw, 342 mieszkańców[4].

## Gospodarze w 1935 r.
Ackermann (2), Allnoch, Andres, Angelike, Austen, Bocksch, Brumma, Christopf, Czorny, Dierlinger, Dierschke, Eistert, Fischer, Franzke, Gutsche (3), Haschke, Hansel (5), Hantke (4), Heimatsch, Hillebrandt, Hoheisel (2), Jagusch, Jakob (2), Jokisch, Karbstein, Kaspersak, Katner, Klose, Kopka, Kosaucke, Kotzur, Kuge, Langner (2), Langs, Laßmann, Laugwitz, Lisson, Melz, Michalke (2), Michalczyk, Musik, Nadbyl, Paul (4), Pistol, Pitrzik, Pohl (7), Postrach, Rolke (3), Rother (3), Schmidt (5), Schöngarth, Scholz, Seifert (2), Sekul, Springer, Stache, Stenzel, Tarnofski (2), Theuer, Umlauf, Winkler, Zeh (4).

## Zabytki
Do wojewódzkiego rejestru zabytków wpisany jest:
- kościół filialny pw. św. Jadwigi, z 1845 r., wzmiankowany w 1378 r., od 1800 r. filia parafii w Jaworowie; położenie kościoła (50°48′36,0″N 17°19′27,3″E/50,810000 17,324250).